# Lars Eliasson
Lars Magnus Eliasson, född 8 december 1914 i Söderbärke församling, Kopparbergs län, död 5 juni 2002 i Falu Kristine församling, var en svensk politiker (Bondeförbundet) och ämbetsman. Han var far till riksdagsledamoten Anna Eliasson.
Eliasson engagerade sig tidigt i bonderörelsen och kom 1947 att bli partisekreterare i bondeförbundet, en post han hade fram till 1951, då han utsågs till sakkunnig i inrikesdepartementet. År 1957 utsågs han till konsultativt statsråd (”vägminister”) i koalitionsregeringen mellan bondeförbundet och socialdemokraterna efter Hjalmar Nilsons avgång. Han var partiets förste vice ordförande 1957–1969 och representerade partiet i riksdagen 1952–1970.
Eliasson engagerades flitigt i olika utredningar, bland annat i 1952 års åldringsvårdsutredning, 1957 års trafiknykterhetskommitté och 1965 års försvarsutredning. År 1971 utsågs han till landshövding i Kronobergs län, ett ämbete han innehade till 1977. Han blev kommendör av första klassen av Nordstjärneorden 1973. Lars Eliasson är begravd på Söderbärke kyrkogård.